# Cotoneaster
Cotoneaster Medik., 1789 è un  genere di arbusti della famiglia delle Rosacee.

## Descrizione
La maggioranza delle specie sono arbusti dal mezzo metro ai cinque.
Possono avere portamento eretto o tappezzante (soprattutto specie di montagna che crescono ad alte quote sull'Himalaya). 
I fiori appaiono dalla tarda primavera all'inizio dell'estate, solitari o riuniti in corimbi a seconda della specie. Non sono molto grandi, solitamente intorno 5-12 mm, e vanno dal bianco al rosso intenso con tutte le sfumature. 
I frutti sono simili a delle piccole mele, rosa o rosse, e possono rimanere sulla pianta fino all'anno successivo.

## Distribuzione e habitat
Il genere Cotoneaster è spontaneo nella regione paleartica (Europa, Asia e Nordafrica), con forte diversificazione di specie soprattutto in Cina e nella regione dell'Himalaya.

## Tassonomia
Il genere Cotoneaster appartiene alla famiglia delle Rosacee. 
La descrizione del genere risale al 1789 a cura del botanico Friedrich Kasimir Medikus.
Comprende oltre 250 specie

## Usi
Diverse specie di Cotoneaster sono apprezzate come piante ornamentali.